# Воздушное такси

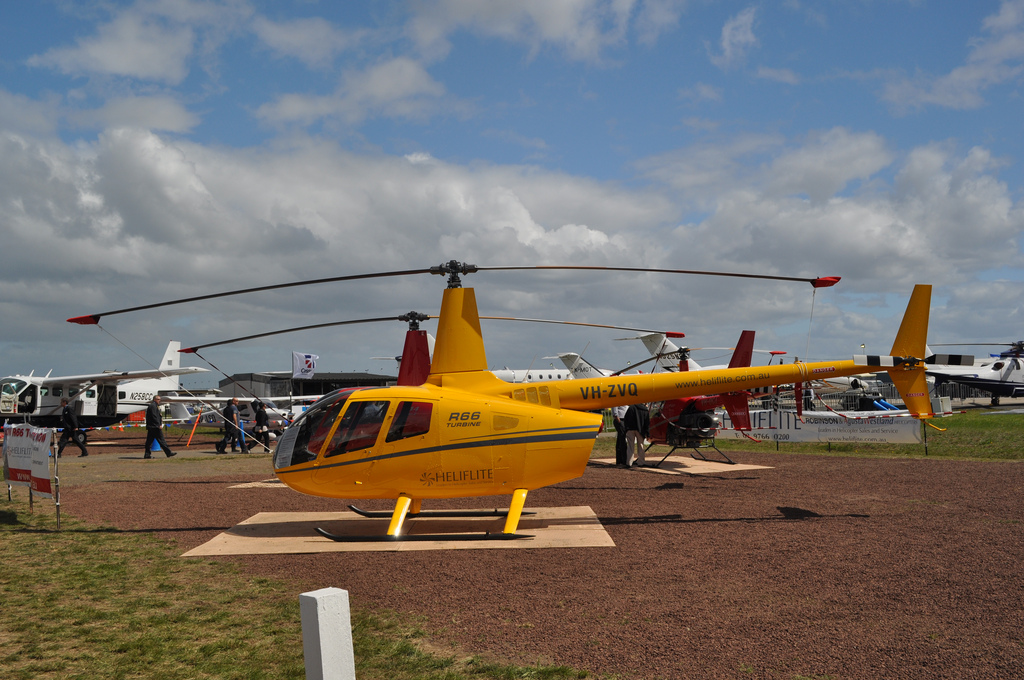
Robinson R66, часто использующийся в качестве такси

Воздушное такси — средство общественного транспорта, предназначенное для перевозки пассажиров за определённую плату (таксу) средствами воздушного транспорта.
Отличием авиатакси от чартерных и других типов коммерческих авиаперевозок в малой авиации является ряд упрощений, например, отсутствие длительных процедур регистрации и ожидания посадки на борт. Пассажирам достаточно прибыть за 10—15 минут до вылета и пройти сокращенные процедуры регистрации и таможенного оформления. При подобных перевозках на воздушных судах в целях экономии зачастую нет кухонь, туалетов или багажного отделения; в состав экипажа могут не входить бортпроводники. Также в зависимости от законодательства страны накладывается ограничение на количество мест на воздушных судах, предоставляющих подобную услугу, обычно их не более 30.
Зачастую в качестве транспорта, осуществляющего перевозку пассажиров из пункта отправки в пункт назначения, выступают малолитражные одно- или двухдвигательные самолёты, а также вертолёты малой и средней грузоподъёмности.
Воздушное такси является разновидностью общего понятия такси, которое зачастую воспринимается как перевозка пассажиров легковыми автомобилями, либо маломестным речным и морским (озерным) транспортом (водное такси). В то же время воздушное такси является более дорогим видом транспорта. Воздушное такси позволяет значительно сократить время пребывания пассажира в пути и время для достижения пункта назначения. В крупных городах это позволяет избежать такой неприятности, как попадание в дорожный затор.

## Распространение
Воздушное такси в разной степени существует в большинстве современных государств, имеющих малую авиацию. Как правило, функционирует оно на территории столиц государств, крупных городов или на маршрутах между ними. Наибольшее их количество в Сан-Паулу, Нью-Йорке и Токио, где расположено также и наибольшее количество вертолётов и вертолётных площадок в мире. Развито оно и в Чехии, в Австралии и других странах. Иногда услугами воздушного такси пользуются туристические компании для показа туристам местных достопримечательностей с высоты птичьего полёта.
Подобные услуги в таких странах, как Бразилия или США, где это позволяет законодательство, также могут оказывать не являющиеся авиакомпаниями в классическом понимании такие организации, как Uber. В США предоставление услуг аэротакси и воздушного чартера регламентируется статьёй FAR 135, которая гораздо мягче, чем FAR 121, которой регламентируются все остальные услуги воздушного транспорта.

### В СССР и России
20 ноября 1958 года была открыта первая в СССР регулярная туристическая вертолётная линия Симферополь — Ялта, ориентированная прежде всего на отдыхающих. Обслуживали линию вертолёты Ми-4П. Полёт длился 25 минут. Маршрут периодически закрывался и открывался вновь, на 2013 год он осуществлялся.

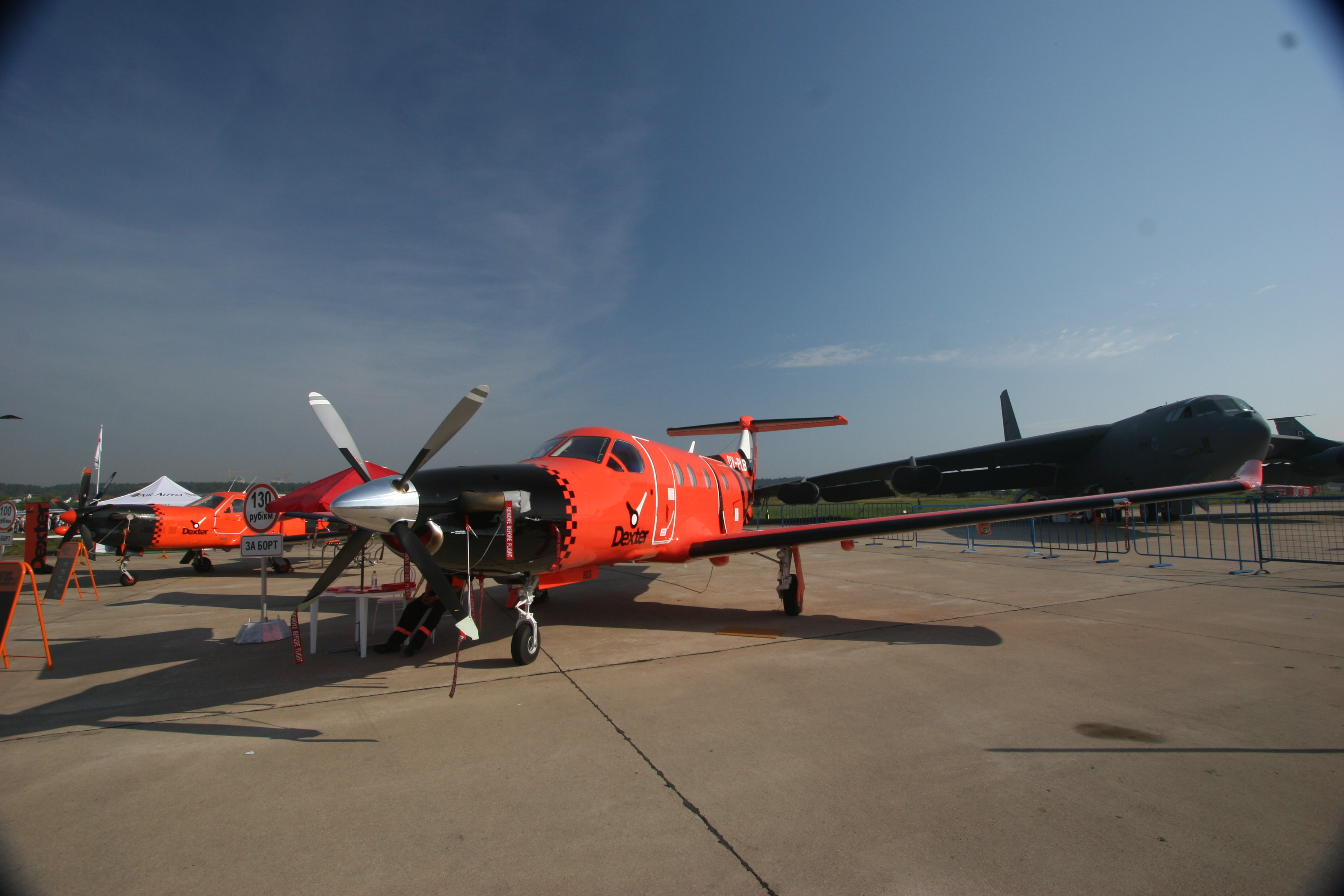
«Авиатакси» Pilatus PC-12 и М-101Т «Гжель» авиакомпании «Dexter» на МАКС-2007

В Москве столичными властями планировалось широко распространить деятельность воздушного такси. Однако в настоящий момент такие средства перевозок пассажиров работают только между аэропортами, крупными транспортными узлами и крупными областными центрами. Деятельность воздушного такси на территории Москвы ограничена, полёты в воздушном пространстве внутри МКАД запрещены федеральным законодательством, возможность их использования предусмотрена лишь для государственных спецслужб. Существующие аэротакси летают над воздушным пространством вне МКАД. В московском регионе вертолёт используется в среднем для полётов на расстоянии 30—500 км.
В Санкт-Петербурге законодательного запрета на полёты над городом, аналогичного московскому, нет, заявлено, что маршруты для пролёта над городом, как правило, прокладываются над руслом реки Невы.
В ноябре 2022 года российский разработчик Hover приступил к сертификации модели беспилотного аэротакси. Гендиректор компании сообщил, что начало коммерческих полетов запланировано на 2025 год.

### В Японии
В июне 2021 года компанией «EHang» в Японии был проведён впервые испытательный полёт беспилотного аэротакси. В феврале 2023 года был проведён первый в Японии полёт беспилотного аэротакси с пассажирами на борту.

### В Китае
В феврале 2024 года китайская компания AutoFlight впервые запустила междугороднее беспилотное аэротакси. Аэротакси Prosperity совершило перелёт между Шэньчжэнем и Чжухаем в зоне плотного контроля службы гражданской авиации Китая. Воздушный транспорт преодолел 50 км за 20 минут, тогда как у наземного на это ушло бы 3 часа.

## Примеры воздушных судов, используемых в качестве такси

### Самолёты
- Cessna 208
- Embraer EMB 110 Bandeirante
- British Aerospace Jetstream
- Fairchild Swearingen Metroliner
- Beechcraft 1900
- Cessna 337 Skymaster
- Eclipse 500
- DHC-6 Twin Otter

### Вертолёты
- Robinson R44